# Újhermes
Koordináták: é. sz. 47° 39′ 16″, k. h. 16° 28′ 19″47.654444°N 16.471944°E

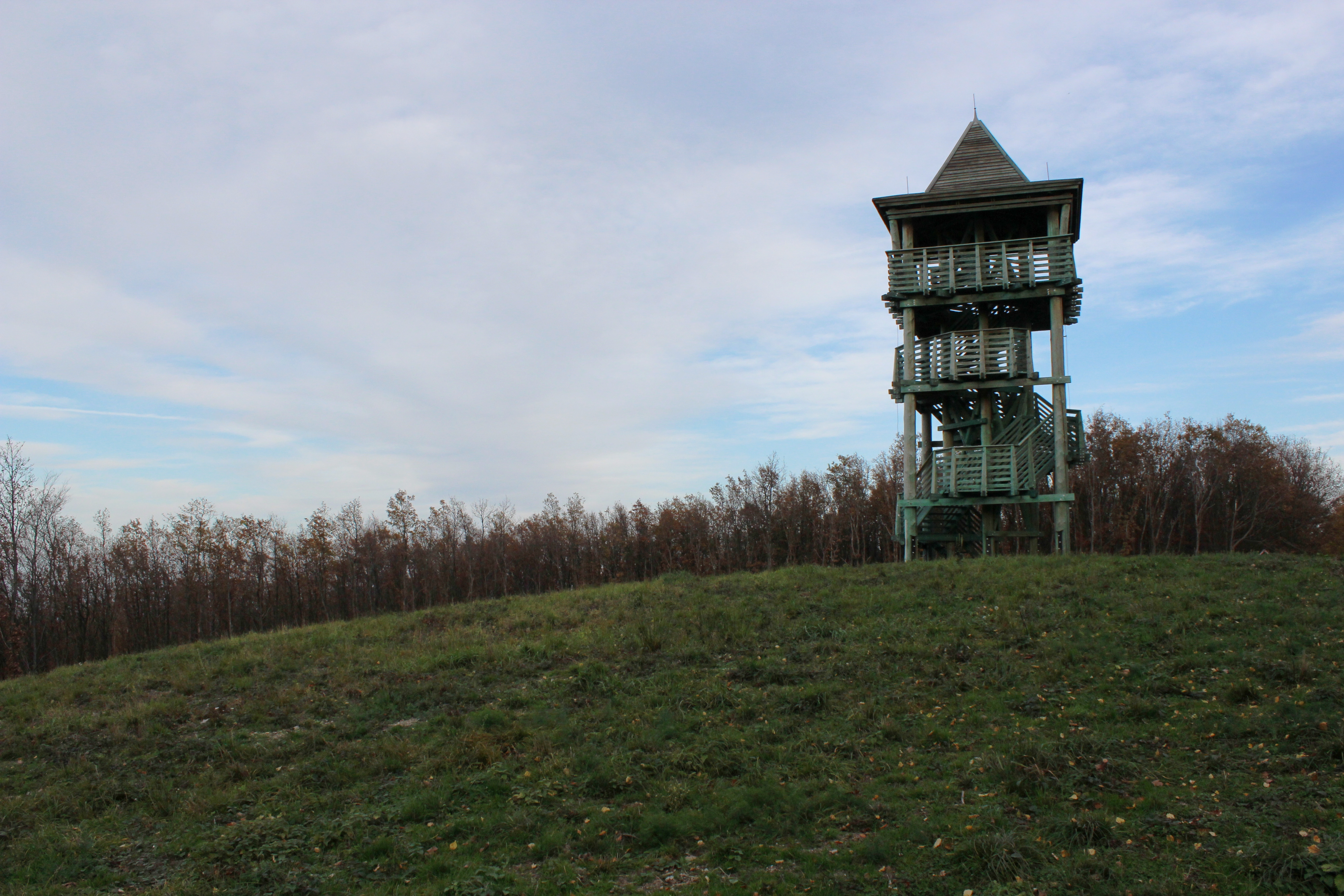
A Magas-bérci kilátó

Újhermes Brennbergbányához tartozó településrész (ma már Sopron településrésze is), az egykori bányászok lakóterülete volt. A régi bányászházak ma is állnak, mindegyik lakott, bár már nem bányászok lakják. Itt található a régi határőrlaktanya is, mely manapság igen sanyarú képet mutat. A lakott terület felett helyezkedik el a Soproni-hegység magyarországi legmagasabb pontja, az 557 méter magas Magas-bérc, illetve rajta a Magas-bérci kilátó.